# Pandemonic Incantations
Pandemonic Incantations – trzeci studyjny album polskiej grupy muzycznej Behemoth. Wydany został 2 marca 1998 roku nakładem Solistitium Records w formacie DG CD oraz na licencji przez Novum Vox Mortis na kasecie magnetofonowej i płycie CD.
Międzynarodowa edycja albumu nie zawierała utworu nr 8, natomiast "Outro" następowało dopiero jako utwór 66 poprzedzony 57 ścieżkami ciszy. Reedycja albumu ukazała się już w dwa lata później nakładem Metal Mind Productions wzbogacona o nagrania koncertowe (w kolejności 10-14) pochodzące z koncertu jaki miał miejsce 27 lutego 1999 roku w Tuluzie oraz utwór pt. "With Spell of Inferno (Mefisto)" pochodzący z minialbumu Bewitching the Pomerania.
Treść utworu "Chwała Mordercom Wojciecha (997-1997 Dziesięć Wieków Hańby)" odnosi się bezpośrednio do osoby czeskiego duchownego katolickiego - Świętego Wojciecha, zamordowanego w 997 roku przez pruskiego wojownika Sicco. Tekst kompozycji był także jednym ze składników pozwu sądowego jaki skierował przewodniczy Ogólnopolskiego Komitetu Obrony przed Sektami - Ryszard Nowak przeciwko liderowi zespołu Adamowi "Nergalowi" Darskiemu w 2011 roku.

## Lista utworów
Opracowano na podstawie materiału źródłowego
| Nr  | Tytuł utworu                                                  | Słowa                | Muzyka      | Długość |
| --- | ------------------------------------------------------------- | -------------------- | ----------- | ------- |
| 1.  | „Diableria (The Great Introduction)”                          | Adam Darski          | Adam Darski | 0:49    |
| 2.  | „The Thousand Plagues I Witness”                              | Adam Darski          | Adam Darski | 5:16    |
| 3.  | „Satan's Sword (I Have Become)”                               | Adam Darski          | Adam Darski | 4:17    |
| 4.  | „In Thy Pandemaeternum”                                       | Adam Darski          | Adam Darski | 4:50    |
| 5.  | „Driven By the Five-Winged Star”                              | Adam Darski          | Adam Darski | 5:05    |
| 6.  | „The Past is Like a Funeral”                                  | Adam Darski          | Adam Darski | 6:41    |
| 7.  | „The Entrance to the Spheres Of Mars”                         | Adam Darski          | Adam Darski | 4:45    |
| 8.  | „With Spell of Inferno (Mefisto)”                             | Adam Darski          | Adam Darski | 4:38    |
| 9.  | „Chwała Mordercom Wojciecha (997-1997 Dziesięć Wieków Hańby)” | Adam Darski          | Adam Darski | 4:48    |
| 10. | „Outro”                                                       | utwór instrumentalny | Adam Darski | 0:57    |
|     |                                                               |                      |             | 42:06   |

| Utwory dodatkowe | Utwory dodatkowe                            | Utwory dodatkowe | Utwory dodatkowe | Utwory dodatkowe |
| Nr               | Tytuł utworu                                | Słowa            | Muzyka           | Długość          |
| ---------------- | ------------------------------------------- | ---------------- | ---------------- | ---------------- |
| 1.               | „Diableria (The Great Introduction) (live)” | Adam Darski      | Adam Darski      | 0:29             |
| 2.               | „The Thousend Plagues I Witness (live)”     | Adam Darski      | Adam Darski      | 5:23             |
| 3.               | „Satan's Sword (I Have Become) (live)”      | Adam Darski      | Adam Darski      | 4:35             |
| 4.               | „From the Pagan Vastlands (live)”           | Tomasz Krajewski | Adam Darski      | 3:40             |
| 5.               | „Driven by the Five-Winged Star (live)”     | Adam Darski      | Adam Darski      | 5:08             |
|                  |                                             |                  |                  | 19:15            |

## Twórcy
Opracowano na podstawie materiału źródłowego.
| Zespół Behemoth w składzie - Adam "Nergal" Darski – śpiew, gitara rytmiczna, gitara prowadząca, gitara akustyczna, kierownictwo artystyczne, produkcja muzyczna - Zbigniew "Inferno" Promiński – perkusja - "Mefisto" – gitara basowa Dodatkowi muzycy - Piotr Weltrowski – instrumenty klawiszowe |  | Produkcja - Jacek Gawłowski – miksowanie - Andrzej "Andy" Bomba – inżynieria dźwięku - Tomasz "GRAAL" Daniłowicz – oprawa graficzna, logo - Marquis – logo - Starprint – zdjęcia |

## Wydania
| Rok  | Nr katalogowy    | Format | Wytwórnia                             | Kraj   |
| ---- | ---------------- | ------ | ------------------------------------- | ------ |
| 1998 | SOL 020          | CD     | Solistitium Records                   | Europa |
| 1998 | 33723-2          | CD     | Novum Vox Mortis / Koch International | Polska |
| 1999 | MMP CD 0064 DIGI | CD     | Metal Mind Productions                | Polska |
| 1999 | AV035PLP         | LP     | Avantgarde Music                      | Europa |
| 2002 | MMP LP 0064      | LP     | Metal Mind Productions                | Polska |